# Danijel Šarić
Danijel Šarić (Doboj, 5 de outubro de 1987) é um handebolista profissional catari, de origem sérvia, atua como goleiro.